# Antal Zalai
Antal Zalai (Tiếng Hungary: Zalai Antal; tên khai sinh Antal Szalai, sinh ngày 31 tháng 1 năm 1981) là một nghệ sĩ vĩ cầm người Hungary.
Vào tháng 4 năm 2010, Zalai ra mắt người Viên trong buổi hòa nhạc dạ tiệc "Frühling in Wien 2010" của dàn nhạc Giao hưởng Vienna do Fabio Luisi chỉ huy trong Wiener Musikverein. Ông đã giành được cơ hội trong một cuộc thi trực tuyến trên nền tảng internet Talenthouse.
Với tư cách là một nghệ sĩ độc tấu, Antal Zalai đã biểu diễn tại Hội trường Weill Recital Hall Carnegie Hall ở Thành phố New York, Nhà hát Kennedy Center Terrace ở Washington DC, hội trường lớn của Nhạc viện Moscow, Sảnh Victoria (Geneva), Phòng hòa nhạc của Nhạc viện Hoàng gia Brussels và Trung tâm Biểu diễn Nghệ thuật Chan ở Vancouver cùng nhiều nơi khác.

## Thu âm
- 1999 The Leo Weiner Album BMC CD 018
- 2001 Bach/Kreisler/Ysaÿe/Petrovics BMC CD 017
- 2003 Leopold Auer Hungaroton HCD32156
- 2010 George Enescu Violin Sonatas Nos. 1–3 Brilliant Classics 9165
- 2011 Béla Bartók Complete Works for Violin Vol.1 Brilliant Classics 9236
- 2012 Béla Bartók Complete Works for Violin Vol.2 Brilliant Classics 9270
- 2013 Béla Bartók Complete Works for Violin Vol.3 Brilliant Classics 9276
- 2017 Niccolò Paganini: 24 Caprices, Op.1. AZ1
- 2017 Virtuosity Vol.1. AZ2
- 2017 Virtuosity Vol.2. AZ3
- 2019 Virtuosity Vol.3. AZ4